# Giuseppe Vallemani
Giuseppe Vallemani (Fabriano, 9 giugno 1648 – Roma, 15 dicembre 1725) è stato un cardinale, arcivescovo cattolico e archivista italiano.

## Biografia
Di nobile famiglia, figlio del conte Rinaldo Vallemani e di Maddalena della Genga, studiò all'Università di Macerata, presso cui si addottorò in utroque iure. Al termine degli studi si recò a Roma, dove entrò alla Corte del cardinale Emilio Altieri, il futuro papa Clemente X. Ebbe incarichi minori nella Curia romana fino a quando il 17 giugno 1690 divenne segretario della Congregazione dei Riti, Nell'ottobre del 1692 fu nominato segretario della Congregazione dell'Immunità Ecclesiastica e durante il pontificato di Clemente XI fu anche segretario della Congregazione della Disciplina dei Religiosi. Fu ordinato presbitero il 17 gennaio 1700.
Il 5 dicembre 1701 fu eletto arcivescovo titolare di Atene.
Nel concistoro del 17 maggio 1706 papa Clemente XI lo creò cardinale in pectore. Fu pubblicato il 1º agosto 1707. Il 28 novembre dello stesso anno ricevette il titolo di Santa Maria degli Angeli.
Partecipò al Conclave del 1721 che elesse papa Innocenzo XIII.
Morì a Roma e fu sepolto nella basilica dei Santi XII Apostoli.

## Genealogia episcopale
La genealogia episcopale è:
- Cardinale Scipione Rebiba
- Cardinale Giulio Antonio Santori
- Cardinale Girolamo Bernerio, O.P.
- Arcivescovo Galeazzo Sanvitale
- Cardinale Ludovico Ludovisi
- Cardinale Luigi Caetani
- Cardinale Ulderico Carpegna
- Cardinale Paluzzo Paluzzi Altieri degli Albertoni
- Cardinale Gaspare Carpegna
- Cardinale Fabrizio Paolucci
- Cardinale Giuseppe Vallemani